# Acrulogonia ordinaria
Acrulogonia ordinaria är en insektsart som beskrevs av Young 1977. Acrulogonia ordinaria ingår i släktet Acrulogonia och familjen dvärgstritar. Inga underarter finns listade i Catalogue of Life.